# Clavagelloidea
Clavagelloidea vormen een superfamilie van tweekleppigen uit de superorde Anomalodesmata.

## Families
- Clavagellidae d'Orbigny, 1844
- Penicillidae Gray, 1858